# Friedrich Soetbeer

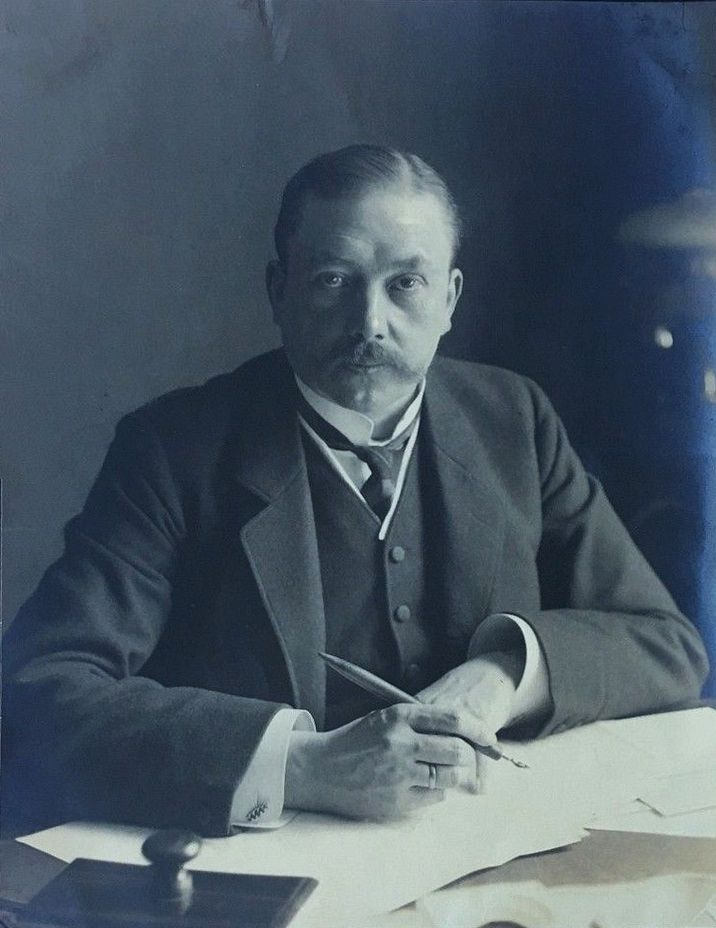

Ernst Friedrich Karl Soetbeer  (* 29. April 1865 in Pölitz; † 6. Mai 1922) war ein deutscher Politiker.
Nach dem Besuch des Gymnasiums in Göttingen studierte Soetbeer Jura. 1891 wurde er zum Gerichtsassessor ernannt und 1893 wurde er Magistratsassessor in Frankfurt a. M., 1895 Stadtrat in Kiel und 1902 Oberbürgermeister von Glogau. Von 1902 bis 1918 war Soetbeer Abgeordneter im Preußischen Herrenhaus. Unter seiner Amtsführung wurde die Entfestigung von Glogau betrieben und am 17. November 1902 mit der Niederlegung der Stadtumwallung begonnen.
Soetbeer war ab 1898 mit Ida, geb. Diederichsen, verheiratet.

## Schriften
- Karl Flesch, Friedrich Soetbeer: Sociale Ausgestaltung der Armenpflege. In: Schriften des Deutschen Vereins für Armenpflege und Wohlthätigkeit. Duncker & Humblot, Leipzig 1901